# أنطونيلا جامبينو
أنطونيلا جامبينو (بالإسبانية: Antonella Gambino) مواليد 26 مارس 1990، هي لاعبة كرة يد أرجنتينية تلعب كظهير أيمن. تلعب حاليا مع أرجنتينوس جونيورز. مثلت منتخب الأرجنتين لكرة اليد للسيدات. حققت المركز الثاني في دورة الألعاب الأمريكية 2015.

## سجل المنافسة
شاركت في البطولات التالية:
- بطولة العالم لكرة اليد للسيدات 2013
- بطولة العالم لكرة اليد للسيدات 2015

## الميداليات
| الميدالية | المسابقة                    |
| --------- | --------------------------- |
| فضية      | دورة الألعاب الأمريكية 2015 |